# Bożanowo
Bożanowo (bułg. Божаново, dawniej Kiraamet) – wieś w północno-wschodniej Bułgarii, w obwodzie Dobricz, w gminie Szabła.

## Demografia
| Rok       | 1934 | 1946 | 1956 | 1965 | 1975 | 1985 | 1992 | 2001 | 2011 |
| Populacja | 198  | 201  | 164  | 109  | 96   | 85   | 44   | 27   | 6    |